# José Inácio da Costa Martins
José Inácio da Costa Martins GCL (São Bartolomeu de Messines, Silves, 1938 — Ciborro, Montemor-o-Novo, 6 de Março de 2010) foi um militar e coronel português.

## Biografia
Esteve três vezes preso, durante a ditadura, por manifestar a sua opinião relativamente ao regime. Foi o responsável pela tomada do aeroporto de Lisboa, um dos pontos estratégicos para a vitória da revolução de 25 de Abril de 1974, onde chegou só, dizendo no entanto que a zona estava cercada por forças militares, sendo desta forma um Capitão de Abril.
Fez parte do Conselho de Estado, tendo sido nomeado em 31 de Maio de 1974 pelo Presidente da República António de Spínola. Costa Martins foi também convidado para ocupar o cargo de Ministro do Trabalho nos II, III, IV e V Governos Provisórios liderados pelo primeiro-ministro Vasco Gonçalves. Foi detentor da pasta até Setembro de 1975, altura em que Vasco Gonçalves sai da função de primeiro-ministro, e após o golpe de 25 de Novembro de 1975, o capitão abandonou o cargo e o país, tendo sido mesmo expulso da Força Aérea. 
Exilou-se para Cuba e depois para Angola, onde chegou a estar preso. Anos mais tarde, regressa a Portugal, onde move um processo contra o Estado. Martins acaba por ganhar o processo e consegue repor a sua antiguidade na carreira, sendo promovido a coronel. A 18 de março de 1986, foi agraciado com o grau de Grã-Cruz da Ordem da Liberdade.
Faleceu a 6 de Março de 2010, vítima duma queda de avioneta em Ciborro, Montemor-o-Novo.